# Belisana aliformis
Belisana aliformis es una especie de arañas araneomorfas de la familia Pholcidae.

## Distribución geográfica
Es endémica de la isla de Hainan (China).